# مانیانو این ریویرا
مانیانو این ریویرا (به ایتالیایی: Magnano in Riviera) یک کومونه در ایتالیا است که در استان اودینه واقع شده‌است.

## خصوصیات
مانیانو این ریویرا ۸٫۵ کیلومترمربع مساحت و ۲٬۳۲۲ نفر جمعیت دارد.